# ان‌جی‌سی ۳۹۵
ان‌جی‌سی ۳۹۵ (انگلیسی: NGC 395) یک خوشه باز است که در صورت فلکی توکان قرار دارد. این خوشه در ۱ اوت ۱۸۲۶ توسط جیمز دانلوپ کشف شد